# بچه‌اژدهاماهی

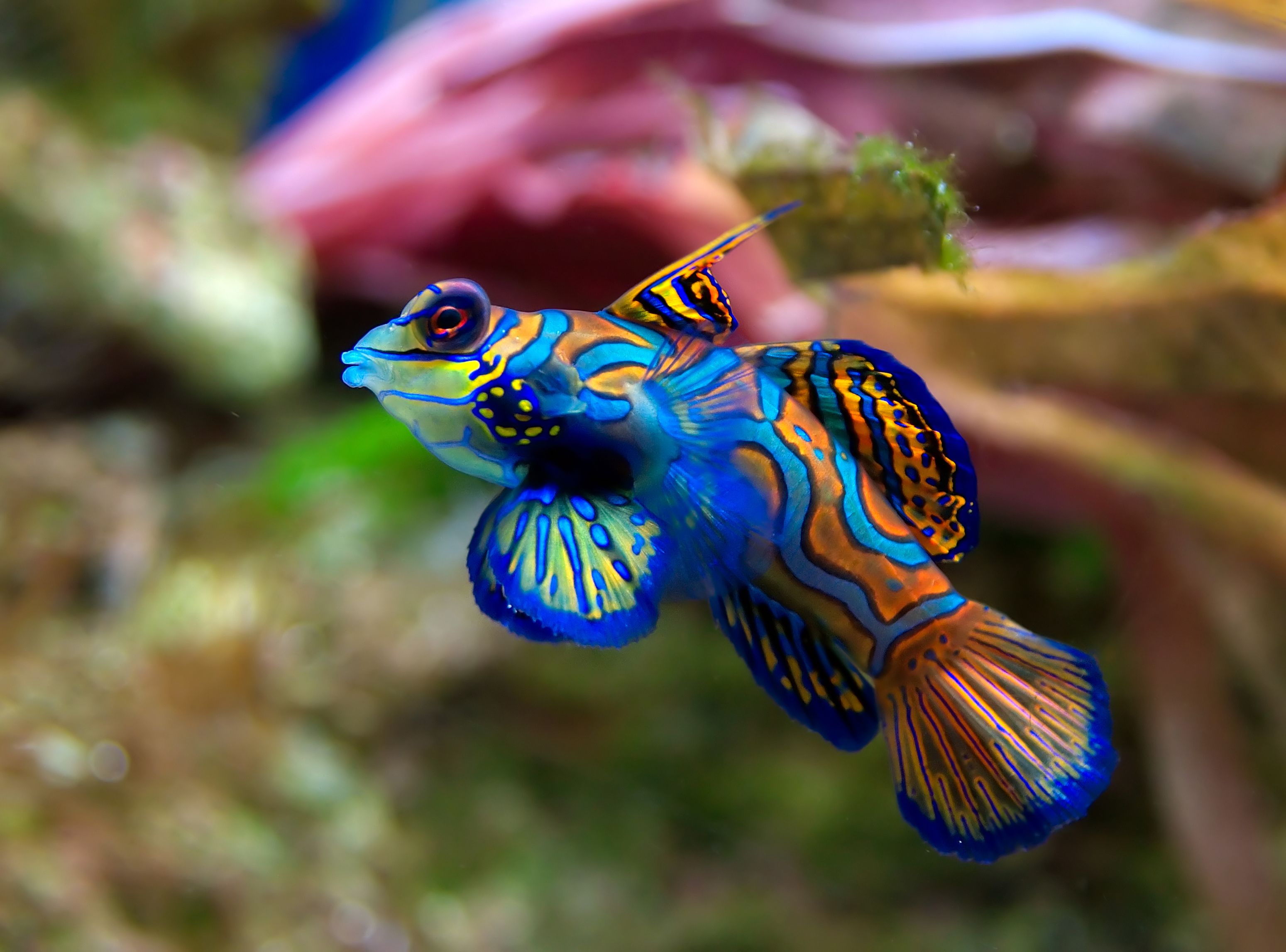
ماهی ماندارین یک نمونه از بچه‌اژدهاماهیان

بچه‌اژدهاماهیان (Callionymidae) خانواده‌ای از ماهیان هستند.